# Bebearia brunnescens
Bebearia brunnescens är en fjärilsart som beskrevs av James John Joicey och Talbot 1921. Bebearia brunnescens ingår i släktet Bebearia och familjen praktfjärilar. Inga underarter finns listade i Catalogue of Life.